# Messia
Messia è il termine che designa una figura e una nozione importante per le tre principali religioni monoteistiche abramitiche: ebraismo, cristianesimo e islam, ma è presente anche nel rastafarianesimo e nel mazdeismo iranico. In tali religioni si crede che a un certo punto della storia debba comparire un inviato da Dio con il compito di eliminare le contraddizioni della condizione umana attuale. 
Il Messia, salvatore e risolutore del tempo attuale, è l'instauratore di un tempo nuovo e definitivo (eschaton), che corrisponde, per i suoi vari contenuti di felicità e perfezione, alle aspirazioni della comunità che lo attende. Il Messia abolisce la realtà attuale e la sostituisce con una nuova realtà che, almeno nelle prospettive, si presenta come metastorica e mitica. 
Per l'ebraismo il Messia ebraico deve ancora arrivare e governerà e unirà il popolo di Israele, conducendolo verso l'Era Messianica di pace globale e universale. Non è previsto che abbia natura divina, ma unicamente umana. Nel cristianesimo la figura del Messia coincide con quella di Gesù Cristo quindi, di fatto, per i cristiani il Messia è già comparso e se ne aspetta la seconda venuta. La sua natura divina o umana è oggetto controverso delle diverse confessioni scismatiche. Per diverse correnti dell'islam il Messia (Mahdi) deve ancora arrivare, ma per le correnti degli Ahmadiyya o per i devoti di Mirza Ghulam Ahmad sarebbe già arrivato. Sciismo e sunnismo concordano sul fatto che debba ancora arrivare, ma non sul suo stato di divinità.

## Origine e significato del termine
Il termine italiano "Messia" deriva dal latino ecclesiastico Messīas-Messīae a sua volta dal greco antico Messías (Μεσσίας), quindi dall'aramaico məšīaḥ (מְׁשִיחָא), quindi dall'ebraico māšīāḥ (משיח), in arabo mesih (مسيح) col significato di  «unto». L'unzione, infatti, era il rito con il quale nella Bibbia veniva nominato un re (generalmente per indicazione divina a un profeta) o un sommo sacerdote (cfr. il cap. 29 del libro dell'Esodo) e indicava che il nominato sarebbe stato assistito dallo Spirito di Dio.
Nell'Antico Testamento, l'ebraico māšîaḥ ( מָשִׁיחַ) era appellativo attribuito a chi era investito da Dio dell'autorità di intermediare con il popolo di Israele.
Nella Septuaginta, l'antica versione greca della bibbia ebraica, sia nei libri canonici che nei libri deuterocanonici il termine messia fu tradotto in greco antico con la parola "cristo" (Χριστός, pronuncia christós). 
Per esempio nel primo capitolo del Secondo libro dei Maccabei, uno dei, infatti, il termine è attestato nell'indirizzo di una lettera di Giuda Maccabeo con riferimento ai sommi sacerdoti:
(2 Maccabei 1.10)
È inoltre presente nel testo greco del Siracide 46:13, 19 (traduzione CEI 2008):
profeta del Signore, istituì la monarchia

e unse dei principi sul suo popolo.[...]

19 Prima dell'ora del suo sonno eterno,

attestò davanti al Signore e al suo unto:

«Né denari né sandali,

da preso da alcuno» e nessuno poté contraddirlo.»
(Libro del Siracide 46:13,19)
I principi unti re da Samuele furono Saul (1 Sam 10,1.6) e Davide (1 Sam 16,13). Il termine "unto" nel versetto 19 è riferito a uno dei due, verosimilmente Davide che sembra essere stato presente alla morte di Samuele.

## Storia della nozione

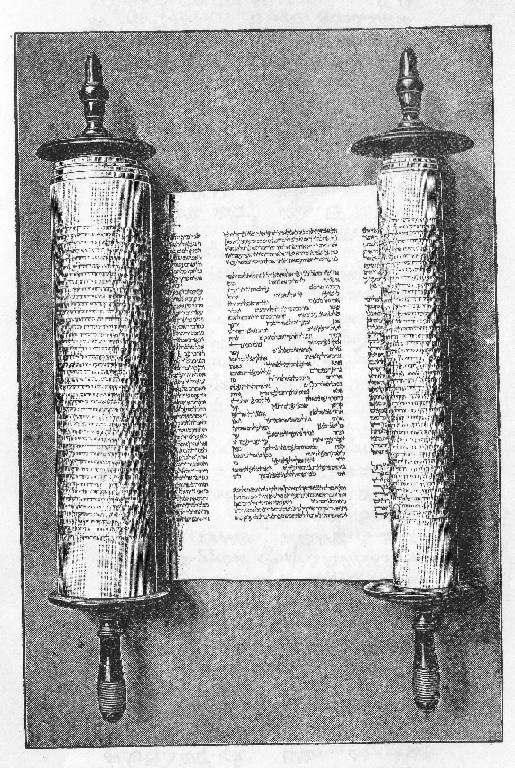
La Torah

Nell'antichità l'olio d'oliva era la base di ogni unguento o profumo. L'unzione, perciò, era parte della vita quotidiana e simbolo dei momenti di gioia (cfr. ad esempio nella Bibbia Pr 27,9 e Qo 9,8). Nel libro dell'Esodo (Es 30, 22-33) viene stabilita la composizione di un olio rituale, profumato per un terzo con mirra, per un terzo con cassia e per un sesto ciascuno con cinnamomo e canna aromatica. L'olio sacro serve per esprimere il compiacimento divino, cioè per consacrare tramite un rito di unzione sacra il tabernacolo, i suoi arredi e i ministri del culto.
Analogamente nella Bibbia compare il rito di unzione del re, ma solo in occasione di cambi di dinastia, quando risultava indispensabile esprimere il compiacimento divino. Particolarmente significativa è l'attribuzione di "unto" al re persiano Ciro, che ovviamente non si era sottoposto ad alcun rito ebraico, per sottolineare che egli aveva svolto una funzione salvifica e regale stabilita da Dio.
La nozione di Messia, quindi, è strettamente legata a quella di "regalità" e tale regalità è, nell'alveo delle culture antiche del Vicino Oriente, frutto di una investitura divina.
E come in Egitto, dove il faraone è indicato come figlio di Ra (il dio Sole), o come per il re, rappresentante del Dio nazionale, in Mesopotamia, allo stesso modo l'investitura del re di Israele richiede riti liturgici. La sostanziale differenza nella cultura ebraica è mantenere il privilegio della liturgia dell'unzione con l'olio d'oliva nell'investitura regale rispetto all'incoronazione.
Quindi il re d'Israele è l'"Unto di JHWH", il Dio nazionale ebraico, come gli antichi re mesopotamici erano gli «Unti di An o di Enlil».
L'unzione del re di Israele rappresenta una investitura caratterizzata dalla discesa dello Spirito divino:
(1 Samuele X,1)
(1 Samuele X,6)
(1 Samuele XVI,13)
Ma il re investito con l'olio non è solo l'eletto, ma anche il figlio di Dio, una terminologia utile per esprimere il dovere di eseguire la volontà del padre:
(2 Samuele VII,14)
Isaia (VI sec. a.E.C.) profetizza che dalla stirpe di David, sarebbe sorto, in un futuro, un re che avrebbe ristabilito la giustizia:
(Libro di Isaia, II, 1-5)
Romano Penna osserva che alla fine del VI secolo a.C. si ha una prima evoluzione della nozione quando Ezechiele, avverso alla monarchia, "stacca" il "messia" dalla casa di David, il vero David deve ancora venire:
(Libro di Ezechiele, XXXIV, 23-4)

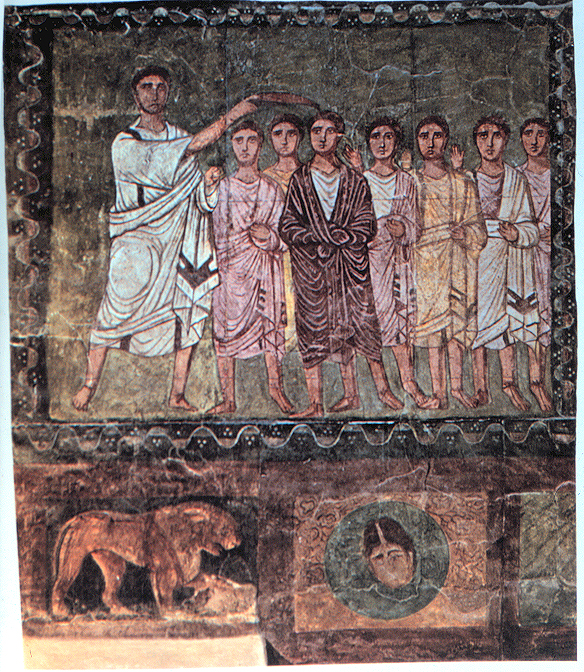
Samuel e David

A partire dall'epoca persiana, quindi tra il IV e il II,  la figura del "messia" acquisisce dei connotati "oltre umani".
Di analogo avviso è Harold Louis Ginsberg, il quale distingue tre fasi di sviluppo della nozione:
- fase 1: David è scelto dal Signore per regnare sul suo popolo fino alla fine dei tempi (2 Samuele VII; XXIII 23, 1-3; V), avendo anche il dominio sui popoli stranieri (cfr. 2 Samuele XXII. 44-51; Salmo XVIII, 44-51; Salmo II);
- fase 2: si avvia con il crollo del regno di David dopo la morte di Salomone. Sorse quindi la dottrina, o la speranza, che la 'casa' di David avrebbe potuto ancora regnare su Israele esercitando un dominio sulle nazioni vicine (cfr. Amos IX,11-12; Isaia XI,10; Osea III, 5);
- fase 3: III. con Isaia si sposta la focalizzazione della figura come continuità della dinastia a quella sulla qualità di un futuro re: la giustizia sarà a fondamento del suo trono, giustizia che eserciterà grazie al suo potere carismatico.

Viene impiegato nell'Antico Testamento per indicare i personaggi unti di olio per volere o su indicazione di Dio, persone caratterizzate da una precisa missione e con uno scopo: re, profeti, sacerdoti.
Attraverso l'esperienza del regno (cioè a partire dal primo re, Saul), "messia" viene usato più specificamente in riferimento ai re. L'Antico Testamento riporta la promessa fatta alla discendenza di Davide che un suo discendente sarebbe rimasto sempre sul trono di Giuda, dando alla consacrazione regale un carattere dinastico.
Con la fine della monarchia nel regno giudaico, successiva al regno israelitico, e l'inizio dell'esilio babilonese (587-538 a.C.), il significato del termine assume anche un significato escatologico e indica l'inviato di Dio che apre l'era omonima: l'Era Messianica.
Al significato ultimo sovraesposto si allaccia il riconoscimento cristiano di Gesù Cristo come Messia atteso da Israele.
Nel 2000 è tornata alla luce la stele di Gabriele, un reperto archeologico datato tra il primo secolo avanti Cristo e il primo secolo dopo Cristo, che presenta un Messia notevolmente diverso dal glorioso discendente di Davide che avrebbe dovuto ristabilire la monarchia Israeliti, come era concepito all'epoca. Essa invece descrive un Messia che avrebbe sofferto e sarebbe risorto dopo tre giorni.

## Nell'ebraismo
L'obiettivo finale ebraico si realizza in una monarchia davidica, apice di Israele, che l'avvento messianico dovrebbe restaurare. La parola ebraica Mashiach (o Moshiach) si riferisce alle idee ebraiche attorno alla figura del Messia. Come la parola italiana Messia, Mashiach significa unto.
Nella Bibbia il rito dell'unzione di un re viene citato tutte e sole le volte che c'è un cambio di dinastia: esso perciò esprime approvazione divina e conferisce legittimità. Analogamente il rito viene eseguito per conferire la carica di sommo sacerdote; figura spesso indicata come "il sacerdote, quello unto" (Cohen ha-Mašíaḥ). L'unico personaggio, non rientrante in queste due categorie, a cui viene attribuito questo titolo è l'imperatore Ciro il Grande (Isaia 45:1), il cui ruolo di liberatore del popolo ebraico lo rende quasi un prototipo del messia escatologico.
Nell'Era Talmudica il titolo Mashiach o in ebraico מלך המשיח‎?, Méleḫ ha-Mašíaḥ (nella vocalizzazione tiberiense pronunciato Méleḵ haMMāšîªḥ), letteralmente significa "il Re unto", e si riferisce al leader umano e re ebraico che riscatterà Israele nella "Fine dei giorni"  e che la condurrà verso un'era messianica di pace e prosperità sia per i vivi che per i morti.
Il Messia ebraico, quindi, si riferisce a un leader umano, discendente fisicamente dalla stirpe di Re Davide, che governerà e unirà il popolo di Israele e che lo condurrà verso l'Era Messianica di pace globale e universale. Il Messia ebraico, a differenza di quello cristiano, non viene considerato divino e non corrisponde alla figura di Gesù di Nazaret nelle aspettative messianiche ebraiche.

## Nel cristianesimo

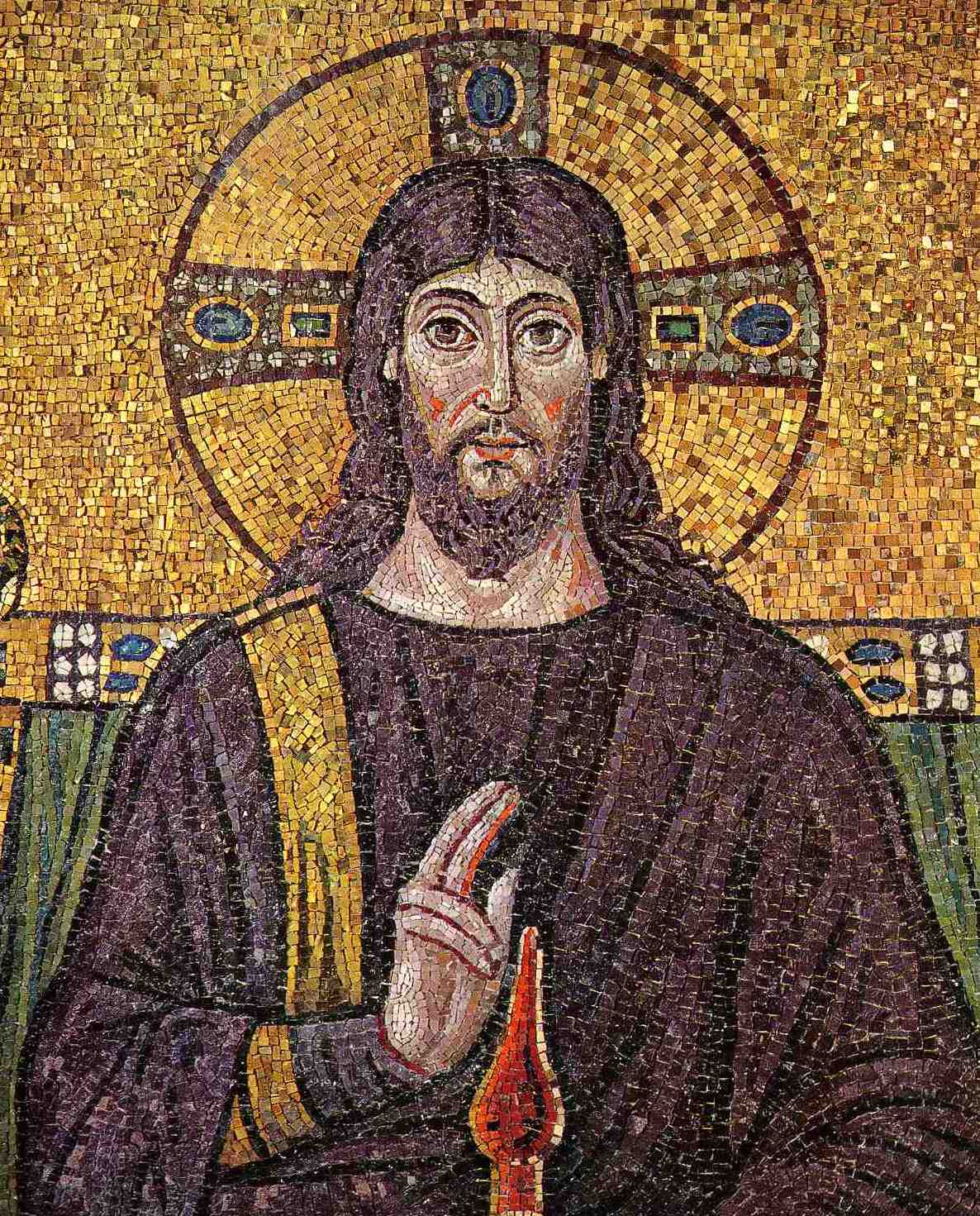
Basilica di Sant'Apollinare Nuovo a Ravenna, Italia: "Cristo circondato da angeli e santi". Mosaico italo-bizantino, completato verso il 526 d.C. dal "Maestro di Sant'Apollinare".

Il cristianesimo, in tutte le sue confessioni, crede che il Messia si sia già manifestato, e lo identifica con la figura di Gesù di Nazareth. In greco mashìach si traduce Christòs (Χριστός), da cui viene l'appellativo tradizionale, di matrice neotestamentaria, di Gesù, il "Cristo". Il nome Gesù, attraverso il greco dei Vangeli Ιησους (Iēsoûs) e il latino Iesus, è equivalente al diffusissimo nome ebraico יהושע [pronuncia IPA: Yĕhošūa‘]. Tale nome è propriamente un teoforico, e significa "Dio è salvezza" o "Dio salva". In ebraico moderno il nome Gesù, intendendo specificamente il Gesù cristiano e non un generico Yehoshua, è Yeshu (ישו).

### L'atteggiamento di Gesù di fronte alle attese messianiche del suo tempo
Al tempo di Gesù, anche a seguito della dominazione straniera in atto per opera dell'Impero Romano, la maggior parte di coloro che attendevano il Messia supponeva che si sarebbe trattato di una personalità in grado di restituire l'autonomia politica agli Ebrei e di restaurare il Regno di Israele. La fede in un Messia-Liberatore era propria, probabilmente, di tutte le principali correnti spirituali giudaiche, sebbene con differenti implicazioni e sfumature.
Per i Farisei, la borghesia colta nazionalista apparsa sulla scena politica verso la fine del II secolo a.C., il Messia-Liberatore si sarebbe manifestato con segni inequivocabili al momento opportuno e la sua venuta doveva essere favorita dalla rigorosa osservanza della Legge da parte di tutto il popolo. Gli Zeloti, invece, una fazione nazionalista ancor più accesa ed estrema dei Farisei, ritenevano che occorresse in ogni modo favorire le circostanze dell'avvento del Messia, anche con il ricorso alla violenza. I Sadducei, la fazione più antica e moderata, per lo più composta dalle famiglie dell'aristocrazia sacerdotale, essendo relativamente disponibile a un pacifico inserimento della nazione ebraica nell'Impero Romano del quale, benché pagano e politeista, non disconosceva la superiorità culturale, militare e organizzativa, consideravano con realismo l'impossibilità che un Messia-Liberatore potesse restituire a Israele la sua indipendenza. Non sono chiare, infine, le caratteristiche delle attese messianiche in seno alla corrente spirituale degli Esseni.
Nell'ambito del Giudaismo non mancavano, tuttavia, coloro che ritenevano che il Messia non sarebbe stato un attore della scena politica, bensì un rinnovatore spirituale, un profeta in linea con la parola di Mosè di Deuteronomio 18,15 o, comunque, un personaggio destinato a essere esaltato da Dio in un'opera di redenzione del popolo, come prefigurato nel Canto del Servo del profeta Isaia. A questa frangia minoritaria del Giudaismo doveva appartenere, probabilmente, anche Giovanni Battista, indicato nei Vangeli come precursore di Gesù Cristo.
Gesù è ben attento a non confondere la sua missione con quella dei Messia politici del suo tempo e per questo arriva al punto di zittire i demoni che affermavano chiaramente la sua identità di Figlio di Dio (Marco 1,34; Luca 4,34), che è un concetto collegato a quello di "Messia", sebbene avente un ovvio significato più alto, che assorbe quello di Messia in una concezione umano-divina del tutto nuova per l'Ebraismo.
Gli esegeti si riferiscono alla prudenza di Gesù nel non rivelarsi immediatamente, con l'espressione di segreto messianico.
Gesù dice chiaramente a Pilato 'il mio regno non è di questo mondo' (Gv 18,36) in quanto
essendo una sola cosa con Dio Padre regna in eterno con la Sua stessa Potenza e la terra è lo 'sgabello dei suoi piedi' (Salmo 110). La gloria del suo regno è visibile nella creazione di Dio fin dal primo giorno (Rm 1,19-20) e si manifesterà con la sua Potenza a tutti gli occhi (Ap 1,7) nell'ultimo giorno fissato dal Padre fin dal Principio.
Al gruppo dei Dodici Gesù rivelerà progressivamente il mistero della sua vocazione messianica e della sua natura di Figlio di Dio, dopo la professione di fede di Cesarea di Filippo: nei tre annunci della passione (Mc 8,31; 9,31; 10,33) spiegherà che la realizzazione della sua missione passerà attraverso il rifiuto del suo popolo e la condanna a morte, per culminare nella resurrezione ed ascensione.
Nell'episodio dell'entrata trionfale in Gerusalemme (Domenica delle Palme, Giovanni 12,12-15), l'evangelista mostra che in Gesù si compie la scrittura la quale dice:
Non temere, figlia di Sion!
Ecco, il tuo re viene,
seduto sopra un puledro d'asina.
Si nota che qui, per l'evangelista, Gesù è il Re discendente di Davide sul quale si focalizzavano le attese messianiche; secondo Giovanni e l'escatologia cristiana, il Messia è venuto sulla Terra ma vi deve ancora ritornare nella Gloria.
Nel processo davanti alle autorità ebraiche, alla domanda del Sommo Sacerdote sulla sua identità messianica, Gesù risponderà: "Tu l'hai detto" (o, in altre traduzioni, "tu hai detto bene" o "tu hai detto il giusto"), asserendo l'esattezza delle parole di chi lo interrogava. La rivendicazione di Gesù di essere il Messia non costituiva, per i suoi ascoltatori del Sinedrio, qualcosa di particolarmente insolito o scandaloso. Semmai, essi avrebbero potuto contestarne l'opportunità politica, ponendo la pretesa di Gesù sullo stesso piano di quelle di innumerevoli pretesi Messia succedutisi nel tempo e poi regolarmente uccisi o spariti, dopo aver fallito i loro obiettivi politici. Ciò che determina, tuttavia, lo scandalizzato rifiuto di Gesù è l'affermazione che egli fa subito dopo aver confermato di essere il Messia, dichiarando di essere qualcosa di ben superiore, ossia il Figlio dell'uomo, espressione coniata dal profeta Daniele (7,13-14), e precisando, altresì, il chiaro significato divino di tale qualifica proclamando la sua intronizzazione alla destra del Padre del Salmo 110.
Sotto la croce alcuni giudei sfidano Gesù a scendere, se egli è realmente il Messia e il Figlio di Dio (Mc 15,32). Gesù non raccoglie la "sfida", e si mantiene fedele a quanto lui stesso aveva predetto nel triplice annuncio. Pronuncia le prime parole del salmo 21 che qualche millennio prima avevano predetto questi eventi.
Nell'apparizione ai discepoli di Emmaus, Cristo resuscitato spiega chiaramente che il Messia doveva soffrire per entrare nella sua gloria (Luca 24,13-35).

## Nell'Islam
La fede islamica usa il termine arabo al-Masīḥ (المسيح, pronunciato [maˈsiːħ]) per riferirsi a Gesù. Tuttavia il significato è diverso da quello trovato nel cristianesimo e nel giudaismo:
Il Corano afferma che Gesù (Isa), il figlio di Maria (Isa ibn Maryam), è il Messia (al-masih) e profeta inviato ai Figli di Israele.
Secondo Qadi al-Nu'man, famoso giurista musulmano del periodo fatimide, il Corano identifica Gesù come il Messia perché è stato inviato alle persone che lo hanno seguito per rimuovere (masaha) le loro impurità, i mali della loro fede, sia essa apparente (zāhir) o nascosta (bātin).
Gesù è uno dei profeti più importanti della tradizione islamica, insieme a Noè, Abramo, Mosè e Maometto. A differenza dei cristiani, i musulmani vedono Gesù come un profeta, ma non come Allah stesso o il figlio di Allah. Questo perché la profezia in forma umana non rappresenta i veri poteri di Allah, contrariamente alla rappresentazione popolare di Gesù nel 
cristianesimo.
Così, come tutti gli altri profeti islamici, Gesù è uno dei grandi profeti che riceve rivelazioni da Allah.
Secondo la studiosa religiosa Mona Siddiqui, nell'Islam, la profezia consente a Dio di rimanere velato e non c'è alcun suggerimento nel Corano che Allah desideri rivelarsi ancora. I profeti garantiscono l'interpretazione della rivelazione e che il messaggio di Allah sarà compreso".
Nella Sura 19, il Corano descrive la nascita di Gesù, e la Sura 4 afferma esplicitamente che Gesù è il figlio di Maria. I musulmani sunniti credono che Gesù sia vivo in paradiso e non sia morto nella crocifissione, ma piuttosto sostituito da un'altra persona.
Sura 4, versetti 157-158, afferma anche che:
Per certo non lo hanno ucciso 
ma Allah lo ha elevato fino a Sé. Allah è eccelso, saggio.»

## Il Saoshyant nello zoroastrismo
Nell'escatologia dello zoroastrismo alla fine dei tempi una figura messianica, il Saoshyant il cui significato è "colui che porta beneficio", guiderà le forze del Bene alla vittoria e quindi alla redenzione del cosmo. Secondo gli antichi testi religiosi iranici, i Salvatori sono propriamente tre. Essi determineranno la liberazione progressiva del mondo dal Male, il riscatto delle creature e il trionfo finale. All'avvento di Saoshyant il sole si arresterà allo zenith per trenta giorni e trenta notti, avverrà l'apocatastasi accompagnata dal giudizio finale e dalla ricostruzione dell'ordine antecedente alla scissione dell'unità cosmica.

## Il Messia nel Rastafarianesimo
Secondo questa religione che affonda le proprie radici nella tradizione ebraico-cristiana, i Messia furono due: Gesù e Hailé Selassié (Ras Tafari), imperatore (negus neghesti) di Etiopia.

## Un Messia nel mondo romano
Nella quarta delle sue Bucoliche il poeta latino Virgilio celebra l'imminenza del ritorno dei Saturnia Regna (regni di Saturno), in seguito alla nascita di un “bambino divino” (puer) che avrebbe posto fine alla tragica epoca presente per inaugurare una nuova età dell'oro (gens aurea).

### Riferimenti
1. ↑  "Messia" in Enciclopedia delle religioni, Vallecchi, Firenze, 1970-1976, vol. 4, pag. 289.
2. 1 2  Megillah 17b-18a, Taanit 8b
3. 1 2  Sotah 9a
4. ↑   Aldo Gabrielli, Lemma "Messia", in Dizionario della Lingua Italiana, su grandidizionari.it, Hoepli. URL consultato il 4 ottobre 2018.
5. ↑   La Sacra Bibbia - CEI (1974). Secondo Libro dei Maccabei, capitolo primo, verso 10, su maranatha.it.
6. ↑   Settuaginta e traduzione in lingua inglese. Secondo Libro dei Maccabei, capitolo primo., su katabiblon.com.
7. ↑  (EN, EL) Settuaginta e traduzione in inglese. Libro del Siracide, capitolo 46, su katabiblon.com. URL consultato il 18 novembre 2022 (archiviato dall'url originale il 18 novembre 2022).
8. ↑   La Sacra Bibbia - CEI (2008). Libro del Siracide , capitolo 46, su lachiesa.it. URL consultato il 24 marzo 2020.
9. ↑   Pr 27,9, su La Parola - La Sacra Bibbia in italiano in Internet.
10. ↑   Qo 9,8, su La Parola - La Sacra Bibbia in italiano in Internet.
11. ↑   Es 30, 22-33, su La Parola - La Sacra Bibbia in italiano in Internet.
12. ↑  Kurt Hruby in Dictionnaire des Religions (a cura di Jacques Vidal). Parigi, Presses universitaires de France, 1984. In italiano: Dizionario delle religioni. Milano, Mondadori, 2007, pp. 1195 e segg.
13. 1 2  Kurt Hruby in Op.cit..
14. ↑  In Dizionario delle religioni (a cura di Giovanni Filoramo). Torino, Einaudi, 1993, pag.475
15. ↑  Romano Penna. Op.cit..
16. ↑  Messiah, in Enciclopedia Judaica, vol.14. NY, Macmillan, 2006, pagg.100 e segg.
17. ↑   La profezia di Gesù: un prodigio che affiora dai secoli, su La Stampa, 16 marzo 2012. URL consultato il 23 maggio 2025.
18. 1 2  "What is the Jewish Belief About Moshiach?", su chabad.org
19. ↑   Isaia 45:1, su La Parola - La Sacra Bibbia in italiano in Internet.
20. ↑   Dt 18,15, su La Parola - La Sacra Bibbia in italiano in Internet.
21. ↑   Mc 1,34, su La Parola - La Sacra Bibbia in italiano in Internet.
22. ↑   Lc 4,34, su La Parola - La Sacra Bibbia in italiano in Internet.
23. ↑   Mc 8,31, su La Parola - La Sacra Bibbia in italiano in Internet.
24. ↑   Mc 9,31, su La Parola - La Sacra Bibbia in italiano in Internet.
25. ↑   Mc 10,33, su La Parola - La Sacra Bibbia in italiano in Internet.
26. ↑   gv 12,12-15, su La Parola - La Sacra Bibbia in italiano in Internet.
27. ↑   Dn 7,13-14, su La Parola - La Sacra Bibbia in italiano in Internet.
28. ↑   Sal 110, su La Parola - La Sacra Bibbia in italiano in Internet.
29. ↑   Mc 15,32, su La Parola - La Sacra Bibbia in italiano in Internet.
30. ↑   Lc 24,13-35, su La Parola - La Sacra Bibbia in italiano in Internet.
31. ↑  Saoshyant nell'Enciclopedia Treccani
32. ↑  "Zoroastrismo" in Enciclopedia delle Religioni, Vallecchi, Firenze, 1970-1976, vol. 6, pag. 406.